# 刺齿半边旗
刺齿半边旗（学名：Pteris dispar），为凤尾蕨科凤尾蕨属下的一个植物种。